# HelicoCARE direct
helicoCARE direct是一个幽門螺桿菌全血抗体检测的商标，2006年面世，由CARE diagnostica制造，是一种亲和色谱试验，用于检测全血样品中抗幽门螺杆菌抗体的存在。该试验适用于在大量人群中筛查胃及十二指肠潰瘍患者。